# Trioceros tempeli
Espèce
Synonymes
- Chamaeleon tempeli Tornier, 1899
- Chamaeleo tempeli var. wolffi Tornier, 1899

Statut de conservation UICN

 LC  : Préoccupation mineure
Statut CITES
Trioceros tempeli est une espèce de sauriens de la famille des Chamaeleonidae.

## Répartition
Cette espèce est endémique de Tanzanie.

## Étymologie
Cette espèce est nommée en l'honneur de Max Ludwig Tempel (1865-?).

## Publication originale
- Tornier, 1900 "1899" : Neues über Chamaeleons. Zoologische Anzeiger, vol. 22, p. 408-414 (texte intégral).